# Be–252 Beta-Scolar
A Be–252 Beta-Scolar a csehszlovák Beneš-Mráz repülőgépgyár kétszemélyes iskola- és műrepülőgépe volt, amelyet az 1930-as évek második felében terveztek és készítettek. Csak egy példány készült. A repülőgép a Be–50 Beta-Minor modellel kezdődő sportrepülőgépcsalád konstrukcióján alapult, egy 160 LE-s kilenchengeres Walter Scolar csillagmotorral felszerelve.

## Története
A repülőgépet 1937-ben tervezte Pavel Beneš az egy évvel korábban megjelent Walter Scolar csillagmotor felhasználásával. Beneš a Be–52 Beta-Major sportrepülőgépet vette alapul. A koncepciója az volt, hogy a korábbi gépein alkalmazott soros Walter motorok helyett a műrepülőgéphez jobb választás lesz az erősebb csillagmotor, amely a működési jellemzőiből eredően tartós háton repülési képességet tesz lehetővé. Ez volt a Be 50-el kezdődő Beta sorozat egyetlen változata, amely csillagmotort kapott. A sárkányszerkezet nagyrészt megegyezett a Be–52 sárkányával, de a törzshossz 45 cm-el nagyobb lett és az orr részt is módosítani kellett az eltérő motor miatt, továbbá az eltérő funkció miatt a törzset több helyen meg kellett erősíteni. Az OK-BEZ lajstromjelet kapott repülőgép 1938 áprilisában szállt fel először. A gép repülési jellemzői jók voltak, de a dugóhúzóban voltak problémák vele. A sikeres próbarepülés ellenére a gép sorozatgyártása nem indult el.
A gép fejlesztését azonban tovább folytatta a repülőgépgyár és 1938 telén elkészült a továbbfejlesztett változat. A gép zárt pilótakabint és új motorburkolatot kapott, valamint a törzs keresztmetszete ovális lett a korábbi egyenes felületek helyett, ezzel javították a törzs aerodinamikai jellemzőit. A továbbfejlesztett változat 1938 telére készült el, majd a Be–252C típusjelzést és OK-OYA lajstromjelet kapott géppel 1939 márciusában hajtották végre az első felszállást. Csehszlovákia megszállásakor a gép német kézbe került. A Luftwaffe rechlini tesztközpontjába vitték és ott folytatták vele a próbarepüléseket. A repülőgépet 1943 végén selejtezték.

## Műszaki adatok

### Geometriai méretek és tömegadatok
- Hossz: 7,45 m
- Szárnyfesztáv: 10,66 m
- Magasság: 2,02 m
- Szárnyfelület: 14 m²
- Üres tömeg: 610 kg
- Maximális felszálló tömeg: 895 kg
- Felületi terhelés: 60 kg/m²

### Meghajtás
- Fajtája: légcsavar (kéttollú, fa)
- Motor: 1 db
- Típus: Beta Scolar kilenchengeres, léghűtéses, benzinüzemű csillagmotor
- Maximális teljesítmény: 117,6 kW (160 LE)

### Repülési jellemzők
- Maximális sebesség: 250 km/h
- Utazósebesség: 220 km/h
- Legnagyobb repülési magasság: 7000 m
- Hatótávolság: 500 km
- Emelkedőképesség: 4,2 m/s